# Elecciones provinciales de Corrientes de 1921
Las elecciones generales de la provincia de Corrientes de 1921 tuvieron lugar el 18 de septiembre para elegir gobernador y un tercio de diputados y senadores.

## Resultados

### Gobernador y Vicegobernador
|  | 99,76 % |

|  | 0,21 % |

|  | 0,03 % |

|  | 98,78 % |

|  | 1,22 % |

|  | 100 % |

|  | 23,42 % |

### Cámara de Diputados - 1ª Sección Electoral

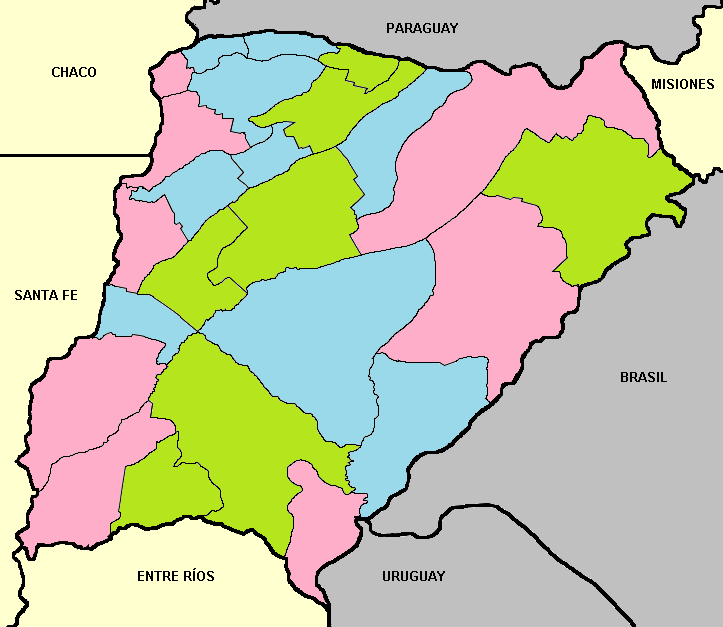
Secciones electorales de electores y diputados:
1ª Sección
2ª Sección
3ª Sección

|  | 59,74 % |

|  | 40,26 % |

|  | 100 % |

|  | 18,64 % |

### Cámara de Senadores - 1ª Sección Electoral

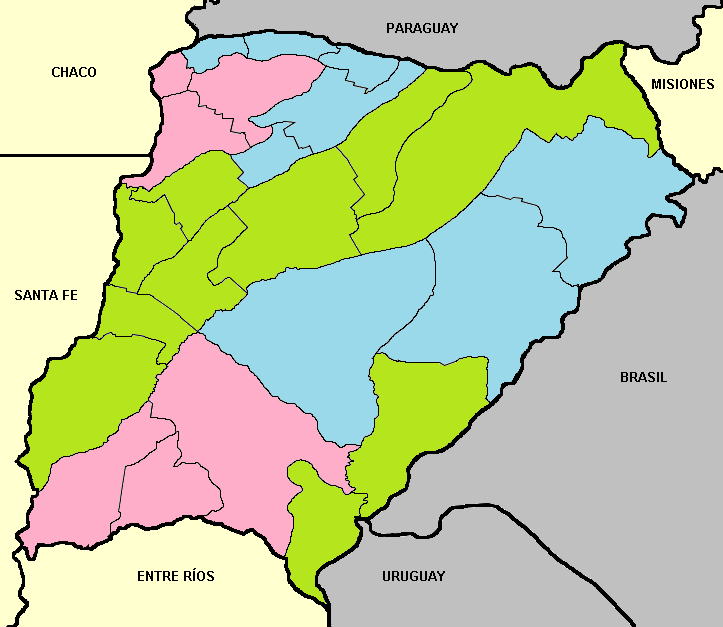
Secciones electorales de senadores:
1ª Sección
2ª Sección
3ª Sección

|  | 51,06 % |

|  | 48,94 % |

|  | 100 % |

|  | 22,98 % |